# Plaça de Bacardí
La plaça de Bacardí es troba al barri d'Horta de Barcelona, el conjunt de la qual està catalogat com a bé amb elements d'interès (categoria C). Està situat entre els dos carrers transversals de Santa Amàlia i de Sant Alexandre, i sobre l'eix del carrer perpendicular del Duero (abans de Sant Baltasar), que enllaça directament amb el carrer d'Horta (antic Major).

## Història i descripció
La plaça es va crear amb el Pla Parcial de 1870, en una part dels terrenys de Can Bacardí, cedits per Alexandre de Bacardí i de Janer (1815-1905), germà de Baltasar de Bacardí i de Janer (1814-1888), i casat amb la seva cosina Amàlia de Casanovas i de Bacardí (1820-1865), que donarien nom als carrers que l'envolten.
L'edificació al voltant de la plaça consisteix en les cases originàries de planta baixa i pis i pati posterior, amb l'arrebossat de façana pintat amb colors ocre o pastel, alternades amb cases de renda de 3 o 4 plantes i noves edificacions d'obra vista amb grans obertures. El gener de 1991 es va aprovar el Pla Especial de Protecció del conjunt urbà de la plaça Bacardí, que regula la construcció i reformes en els edificis de la plaça per tal de mantenir l'interès històric o tradicional.